# Associatiefragment
Een associatiefragment is een plantengemeenschap die onvolledig ontwikkeld is, maar die op basis van de nog of al aanwezige kentaxa toch tot een bepaalde associatie kan gerekend worden.
Dit in tegenstelling tot de romp- en derivaatgemeenschappen, die eveneens onvolledig ontwikkeld zijn, maar die niet tot op het elementaire niveau, de associatie, kunnen geïdentificeerd worden. Bij een associatiefragment zijn dikwijls wel een groot deel van de kensoorten afwezig en is de juiste determinatie een stuk moeilijker.
Een associatiefragment kan tot stand komen net als een rompgemeenschap, op twee manieren: 
- de gemeenschap is in volle ontwikkeling, en de meer gevoelige soorten hebben zich nog niet spontaan kunnen vestigen; dit is een bekend verschijnsel bij natuurontwikkeling;
- de gemeenschap is wel voldoende ontwikkeld, maar door externe factoren (overbemesting, verdroging, recreatie, ...) zijn de meest gevoelige soorten verdwenen;

Vele zeldzame plantengemeenschappen in België en Nederland, vooral diegene die buiten natuurreservaten liggen, zijn eigenlijk slechts associatiefragmenten. Vooral de gemeenschappen die gebonden zijn aan een hoge grondwaterstand (onder andere de associatie van gewone dophei) en/of een lage bemestingsgraad (onder andere de blauwgraslanden) komen nog slechts sporadisch voor en missen vaak de meest gevoelige kensoorten.

## Fotogalerij

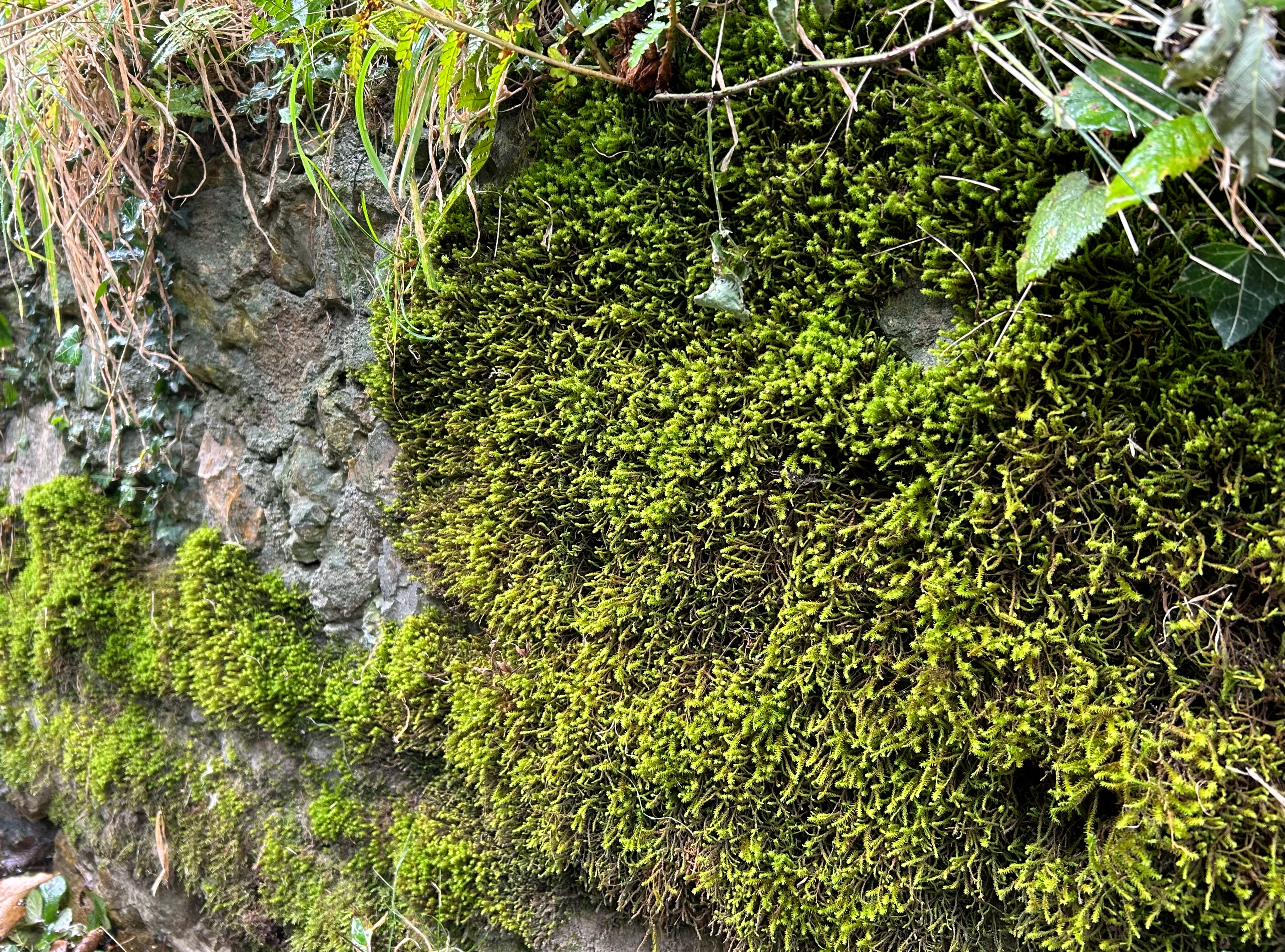
Epilitisch associatiefragment van de touwtjesmos-associatie